# Bob Schoutsen
Bob Schoutsen (Amsterdam, 19 juli 1951) is een voormalig Nederlands zwemmer. Hij was gespecialiseerd in de rugslag.
Schoutsen nam deel aan de Olympische Zomerspelen van 1968 en van 1972. Zijn beste individuele prestatie was de zesde plaats op de 100 m rugslag in 1968.
Op de Europese kampioenschappen zwemmen 1970 in Barcelona won hij de bronzen medaille op de 100 meter rugslag in 1:00.4, een Nederlands record. Schoutsen verbeterde meermaals het Nederlands record van de 100 en 200 meter rugslag, zowel op de kortebaan als op de langebaan. In 1972 vestigde hij ook een Nederlands record op de 100 meter vrije slag.

## Persoonlijke records
- Langebaan (50 meter)
  - 100 m rugslag: 1.00,4 (Barcelona, 9 september 1970)
  - 200 m rugslag: 2.10,56 (München, 2 september 1972)
  - 100 m vrije slag: 54,3 (Utrecht, 30 juli 1972)

- Kortebaan (25 meter)
  - 100 m rugslag: 59,39 (Den Haag, 8 april 1972)
  - 200 m rugslag: 2.08,67 (Den Haag, 9 april 1972)
  - 100 m vrije slag: 54,0 (Amsterdam, 27 april 1970)